# Erlebold de Castres
Erlebold (+920) fou comte de Charpeigne i de Castres (Lorena).
Posseïa territoris al pagus Lommensis (prop de Namur), al pagus Castricensis (prop de Mézières), al comtat de Charpeigne, i probablement també al Saulnois (prop de Metz). Junt amb la seva esposa Alpàida, va fundar el monestir de Salles el 8 de setembre del 887. És esmentat com a comte de Charpeigne en un canvi de territoris amb l'abadia de Gorze datada el 912; com a comte de Castres, Flodoard escriu que "Erlebaldus comes pagi Castricensis" posseïa el castell de Macerias (Mezières). Carles III el Simple va restaurar propietats a l'abadia de Prüm en carta del 19 de gener del 916 en la que s'esmenta a Erlobold. Segon Flodoard fou excomunicat per envair terres de l'arquebisbe de Reims; aquest va envair el comtat i va assetjar Mezières i Erlebold va morir a la lluita contra un príncep transrenà de nom Enric (920) que segurament seria Enric I d'Alemanya el Falconer.
Es va casar amb Alpaidis o Alpais amb la que va tenir un fill anomenat "Wiermiundus" (Veremond). Aquesta Alpais podria ser una filla il·legítima de Carles III el Simple (la Genealogica Arnulfi Comitis anomena en orde als fills de Carles III i una concubina: Arnulf, Drogó, Roricó i Alpais) però si tal fos el cas no podia ser la Alpais esmentada el 887, ja que Carles III va néixer el 879.